# Ngong (Camerún)
Ngong es una comuna camerunesa perteneciente al departamento de Bénoué de la región del Norte. Como arrondissement recibe el nombre de Tcheboa.
En 2005 la comuna tiene 112 738 habitantes.
Se ubica sobre la carretera N1, unos 30 km al sur de la capital regional Garua.

## Localidades
Comprende las siguientes localidades:
- Adamawa
- Amazonie
- Babla
- Badoudi
- Baroumé
- Biliyel
- Bindjimi
- Boumedjé Tchéboa
- Djamboutou
- Djéfatou
- Djéra
- Djim
- Djouta Leddé Tchéboa
- Douka Gaïnako
- Douka Longo
- Gada Binossi
- Gada Sofol
- Goulongo
- Haigadjewa
- Horé Kado
- Karéwa
- Keyni
- Koné
- Koubadjé
- Koubadjé Malla
- Koukoumi
- Laïndé Karéwa
- Laïndé Soulédé
- Langui
- Mafa Kilda
- Mayo Lopé
- Mbibol
- Nassarao
- Nawa
- Ndanedjam
- Ndjola
- Ngaoubara
- Ngargou
- Normandie
- Ouro Aladji Joli
- Ouro Aladji Towdo
- Ouro Ardo Djallo
- Ouro Djaouro Oussoumanou
- Ouro Dongori
- Ouro Donka
- Ouro Gaou
- Ouro Kaoutal
- Ouro Labbo I
- Ouro Maï Sanou
- Ouro Maïdadi
- Ouro Ndemri
- Ouro Passami
- Ouro Tammoundé
- Ouro Tchaka
- Sabéwa
- Sanguéré Gaston
- Sanguéré Maïda
- Sanguéré Manang
- Sélifa
- Sorké
- Tchikito
- Windé Ngong